# ليام بونير
ليام بونير (بالإنجليزية: Liam Bonner)‏ هو مغني أوبرا ومغني أمريكي، ولد في 18 مارس 1981.